# Доктор Кто (13-й сезон)
Тринадцатый сезон британского научно-фантастического телесериала «Доктор Кто» стал тринадцатым выходом шоу в эфир после его возрождения в 2005 году и тридцать девятым сезоном в целом. Включает шесть эпизодов, его премьера проходила с 31 октября по 5 декабря 2021 года. В 2022 году были показаны три специальных выпуска на Новый год, Пасху и на 100-летие BBC. Шоураннером сезона был Крис Чибнелл, главную роль сыграла Джоди Уиттакер (для неё этот сезон стал последним). Мандип Гилл вернулась к своей роли спутницы доктора Ясмин «Яз» Хан, нового члена команды ТАРДИС сыграл комик Джон Бишоп. Особенностью сезона стало возвращение к классическому формату разделения на эпизоды: он состоит не из «серий», а из «глав».

## Список серий
Впервые с момента выхода «Суда над Повелителем времени» и в третий раз в истории сериала все эпизоды сезона объединены сквозным сюжетом.
| Номер серии в сезоне | Название                                                                         | Режиссёр            | Сценарист                    | Зрителей (в млн) | Индекс оценки (из 100) | Дата выхода в эфир |
| --- | -------------------------------------------------------------------------------- | ------------------- | ---------------------------- | ---------------- | ---------------------- | ------------------ |
| 1 | «Глава первая: Хэллоуинский апокалипсис» «Chapter One: The Halloween Apocalypse» | Джейми Магнус Стоун | Крис Чибнелл                 | 6,34             | 76                     | 31 октября 2021    |
| На Хэллоуин по всей вселенной рвётся на свободу древнее зло. В Ливерпуле скоро навсегда изменится жизнь Дэна Льюиса, а Доктор Кто идёт по следу грозного Карванисты |                                                                                  |                     |                              |                  |                        |                    |
| 2 | «Глава вторая: Война сонтаранцев» «Chapter Two: War of the Sontarans»            | Джейми Магнус Стоун | Крис Чибнелл                 | 5,50             | 77                     | 7 ноября 2021      |
| Доктор неожиданно встречает одного из самых смертоносных врагов, когда новой стороной в Крымской войне становятся сонтаранцы. Британская армия вступает в сражение с пришельцами, Доктор и её спутники ищут помощи у медсестры Мэри Сикол, тогда как древний храм скрывает мистические тайны |                                                                                  |                     |                              |                  |                        |                    |
| 3 | «Глава третья: Однажды во времени» «Chapter Three: Once, Upon Time»              | Азхур Салим         | Крис Чибнелл                 | 4,67             | 75                     | 14 ноября 2021     |
| «Время начинает выходить из-под контроля». После апокалипсиса на планете, которая не должна существовать, Доктор, Дэн, Яс и Виндер вступают в борьбу за выживание |                                                                                  |                     |                              |                  |                        |                    |
| 4 | «Глава четвёртая: Деревня ангелов» «Chapter Four: Village of the Angel»          | Джейми Магнус Стоун | Крис Чибнелл Максин Алдертон | 4,55             | 79                     | 21 ноября 2021     |
| В графстве Девон в ноябре 1967 года исчезает девочка. Профессор Юстасий Джерико проводит парапсихологические опыты, на деревенском кладбище появляется лишнее надгробие. Почему Меддертон славится как «проклятая деревня»? И чег хотят плачущие ангелы?                                     |                                                                                  |                     |                              |                  |                        |                    |
| 5 | «Глава пятая: Пережившие Поток» «Chapter Five: Survivors of the Flux»            | Азхур Салим         | Крис Чибнелл                 | 4,72             | 77                     | 28 ноября 2021     |
| В то время как скапливаются силы зла, Доктор, Яс и Дэн в поисках спасения сталкиваются с непреодолимыми на вид препятствиями |                                                                                  |                     |                              |                  |                        |                    |
| 6 | «Глава шестая: Сокрушители» «Chapter Six: The Vanquishers»                       | Азхур Салим         | Крис Чибнелл                 | TBA              | 76                     | 5 декабря 2021     |
| Вся надежда потеряна, ситуацию контролирую силы тьмы. Но в последний момент всё меняется |                                                                                  |                     |                              |                  |                        |                    |

## Подбор актёров
Джоди Уиттакер вернулась к роли Тринадцатого Доктора, 13-й сезон стал для неё третьим. Мандип Гил тоже вернулась к своей роли в качестве спутницы Повелительницы времени — Ясмин Хан. После выхода новогоднего спецвыпуска «Революция далеков» Брэдли Уолш и Тосин Коул покинули шоу, вместо них на роль нового спутника Дэна Льюиса пришёл Джон Бишоп.
В роли Виндера к проекту присоединился Джейкоб Андерсон. Джо Мартин, которая сыграла в сериях двенадцатого сезона «Беглец джудунов» и «Вечные дети» Доктора-беглеца, вернулась в третьей главе. Впервые со дня премьеры истории «Вторжение зайгонов»/«Преображение зайгонов» в шоу приняла участие Джемма Редгрейв, сыгравшая Кейт Стюарт — известного персонажа эпох Одиннадцатого и Двенадцатого Докторов. Среди других героев возлюбленная Виндера Бел в исполнении североирландской актрисы Таддеи Грэм, главные антагонисты сезона Рой и Лазурь (их сыграли Сэм Спруэлл и Рошенда Сэндалл соответственно). Аннабель Шоли сыграла Клэр, Кевин Макнелли — профессора Джерико.
Гостевых персонажей в разных эпизодах играют Крэйг Паркинсон (Великий Змей), Сара Пауэлл (Мэри Сикол), Джеральд Кид (генерал Логан), Пенелопа Энн Макги (миссис Хэйвард), Стив Орам (Джозеф Цильямсон), Надия Альбина (Диана), Джонатан Уотсон (сонтаранцы Командер Риско и Скаак) и Пол Браутон (Невилл).

## Производство
В октябре 2019 года BBC заключила сделку с HBO Max на трансляцию 13-го и 14-го сезонов «Доктора Кто». О начале работы над 13-м сезоном рассказал Крис Чибнелл ещё до премьеры 12-го, в ноябре 2019 года. Он же в третий раз занял пост шоураннера.
Из-за пандемии COVID-19 было решено снять только восемь эпизодов вместо обычных 11. Позже выяснилось, что только шесть серий войдут в состав основной части сезона, а оставшиеся два — праздничные спецвыпуски, запланированные на 2022 год. Ещё одна серия была дополнительно заказана к 100-летию BBC и стала последней с участием Уиттакер и Чибнелл. Сезон рассказывал не отдельные самодостаточные истории, а одну большую, разделённую на несколько глав; такой формат в последний раз был использован в «Суде над повелителем времени» (1986). Чибнелл так рассказал об этом: «Было время, когда мы задумались о том, что из-за ковида не сможем в этом году сделать шоу… и была ситуация, когда у тебя два пути. Ты можешь сказать „давайте сделаем множество крошечных историй в одной комнате, без монстров“ или поставить на кон всё и сделать самую большую историю, какую мы когда-либо делали». Чибнелл выбрал второй вариант. 13-й сезон, по его словам, — «самая амбициозная вещь из всех, какие мы когда-либо создавали с тех пор, как присоединились к проекту». Позднее, в подкасте Radio Free Skaro, он рассказал, что сериал был на грани закрытия и что в производственной команде начались сокращения.
В апреле 2020 года Чибнелл подтвердил, что работа над сценарием всех эпизодов 13-го сезона велась удалённо на протяжении всего карантинного периода, связанного с эпидемией COVID-19. Он стал автором сценария всех шести серий, Максин Олдертон — соавтором сценария «Деревни ангелов».
Эд Хайм, автор сценария эпизодов «Оно забирает тебя» для 11-го сезона и «Сирота-55» для 12-го, должен был написать одну серию и для 13-го, как и его коллега Пит Мактай. Однако в октябре 2021 года Чибнелл частично опроверг их участие: «У нас действительно были планы поработать с некоторыми другими отличными сценаристами, но многие из них пришлось изменить. Отчасти потому что новый сезон является единым сюжетом, отчасти — эпизодов стало меньше, а отчасти — мы пошли совсем в другом направлении».
По словам Трейси Симпсон, пре-продакшен тринадцатого сезона должен был начаться в июне 2020 года, а съёмки — в сентябре. Из-за пандемии планы пришлось пересмотреть, съёмочный процесс начался только в ноябре 2020 года и продлился десять месяцев. Режиссёрами стали Джейми Магнус Стоун (первый, второй и четвёртый эпизоды) и Ажур Салим (оставшиеся). Съёмки полностью закончились в августе 2021 года.
| Блок | Эпизоды                    | Режиссёр            | Сценарист(ы)                   | Продюсер     |
| ---- | -------------------------- | ------------------- | ------------------------------ | ------------ |
| 1    | «Хэллоуинский апокалипсис» | Джейми Магнус Стоун | Крис Чибнелл                   | Никки Уилсон |
| 1    | «Война сонтаранцев»        | Джейми Магнус Стоун | Крис Чибнелл                   | Никки Уилсон |
| 1    | «Деревня ангелов»          | Джейми Магнус Стоун | Крис Чибнелл и Максин Олдертон | Никки Уилсон |
| 2    | «Однажды во времени»       | Ажур Салим          | Крис Чибнелл                   | Пит Ливай    |
| 2    | «Пережившие Поток»         | Ажур Салим          | Крис Чибнелл                   | Пит Ливай    |
| 2    | «Сокрушители»              | Ажур Салим          | Крис Чибнелл                   | Пит Ливай    |

## Релиз
Маркетинговая кампания 13-го сезона началась 25 июля 2021 года, в рамках международного комик-кона в Сан-Диего, где был показан первый тизер-трейлер. В течение октября 2021 года над Ливерпулем проецировался корабль сонтаранцев, а в рекламных сообщениях публиковался «номер телефона» Доктора. Также 8 октября 2021 года аккаунты «Доктора Кто» в социальных сетях были недоступны. 15 октября 2021 года Уиттакер пришла на «Шоу Грэма Нортона» и представила второй трейлер сезона.
Премьера сезона состоялась 31 октября 2021 года на BBC One, и он транслировался до 5 декабря 2021 года. В титрах в начале каждой серии указывался подзаголовок «Поток» (англ. Flux) как название единого сюжета. В Соединённых Штатах сезон выходил в эфир в тот же день на BBC America, а на стриминговом сервисе AMC+ новые эпизоды были доступны в рамках функции «видео по запросу». В Австралии все эпизоды также были показаны в дату британской премьеры на ABC iview и ABC TV Plus.
| № | Название                   | Дата выхода в эфир   | Дневной рейтинг | Консолидированный рейтинг | Консолидированный рейтинг | Всего зрителей (млн) | Всего зрителей за 28 дней (млн) | Индекс оценки | Ссылки               |
| № | Название                   | Дата выхода в эфир   | Зрителей (млн)  | Зрителей (млн)            | Место                     | Всего зрителей (млн) | Всего зрителей за 28 дней (млн) | Индекс оценки | Ссылки               |
| - | -------------------------- | -------------------- | --------------- | ------------------------- | ------------------------- | -------------------- | ------------------------------- | ------------- | -------------------- |
| 1 | «Хэллоуинский апокалипсис» | 31 октября 2021 года | 4.43            | 1.38                      | 8                         | 5.79                 | 6.386                           | 76            | [ 48 ] [ 49 ] [ 50 ] |
| 2 | «Война сонтаранцев»        | 7 ноября 2021 года   | 3.96            | 1.17                      | 13                        | 5.1                  | 5.504                           | 77            | [ 48 ] [ 49 ] [ 51 ] |
| 3 | «Однажды во времени»       | 14 ноября 2021 года  | 3.76            | 0.94                      | 19                        | 4.7                  | 5.230                           | 75            | [ 48 ] [ 49 ] [ 52 ] |
| 4 | «Деревня ангелов»          | 21 ноября 2021 года  | 3.45            | 1.12                      | 18                        | 4.55                 | 5.014                           | 79            | [ 48 ] [ 49 ] [ 53 ] |
| 5 | «Пережившие Поток»         | 28 ноября 2021 года  | 3.82            | 1.01                      | 21                        | 4.725                | 5.320                           | 77            | [ 48 ] [ 49 ] [ 54 ] |
| 6 | «Сокрушители»              | 5 декабря 2021 года  | 3.58            | 1.06                      | 23                        | 4.637                | 5.140                           | 76            | [ 48 ] [ 49 ] [ 55 ] |

Издание на Blu-Ray и DVD
- (D) отмечаются издания на DVD
- (D,B) отмечаются издания одновременно и на DVD, и на Blu-ray

| Сезон                                                | Номера эпизодов | Названия эпизодов                                  | Количество и длина эпизодов                                              | Дата выхода в регионе 2   | Дата выхода в регионе 4  | Дата выхода в регионе 1    |
| ---------------------------------------------------- | --------------- | -------------------------------------------------- | ------------------------------------------------------------------------ | ------------------------- | ------------------------ | -------------------------- |
| 13                                                   | 297             | Doctor Who — Flux : The Complete Thirteenth Series | 3 × 50 мин. 1 × 55 мин. 2 × 60 мин.                                      | 24 января 2022 года (D,B) | 16 марта 2022 года (D,B) | 15 февраля 2022 года (D,B) |
| Сезон 11, сезон 12, сезон 13 и спецвыпуски 2022 года | 277-300         | Doctor Who: The Complete Jodie Whittaker Years     | 20 × 50 мин. 1 × 55 мин. 6 × 60 мин. 2 × 65 мин. 1 × 70 мин. 1 × 90 мин. | н/д                       | н/д                      | 25 апреля 2023 года (D)    |

## Оценки
Сезон получил противоречивые отзывы критиков. На сайте-агрегаторе Rotten Tomatoes он получил рейтинг 84 % со средней оценкой 6 из 10. На сайте Metacritic у него 68 баллов из 100, что указывает на «в целом положительные отзывы». Эдвард Клири из Screen Rant, Морган Джеффри из Digital Spy и Ребекка Кук из Digital Spy назвали сезон худшим со времён возрождения шоу, признав при этом, что Уиттакер сыграл Доктора лучше всех. Клири остался разочарован финалом, Джеффри и Кук раскритиковали сценарий и режиссуру. Бен Кларк из Collider отметил, что сериал получил третий по величине рейтинг на IMDb — 6,5 из 10, уступив только двум другим сезонам с Джоди Уиттакер, 11-му и 12-му.
Обозреватель «Мира фантастики» констатировал в своей рецензии, что идея сквозного сюжета оказалась очень удачной, но раскритиковал ряд решений в сценарии. По его словам, «лишнего в сезоне многовато, а важного — глубины эмоций, обоснований и объяснений — недостаёт». По мнению рецензента сайта GameGuru, 13-й сезон — очередное доказательство того, что «неумелый дирижёр» Крис Чибнелл «почти уничтожил» сериал.
Награды и номинации
| Год  | Премия                      | Категория                                                | Номинант(ы)    | Результат | Прим.  |
| ---- | --------------------------- | -------------------------------------------------------- | -------------- | --------- | ------ |
| 2022 | Critics Choice Super Awards | Лучшая актриса в фантастике или фэнтэзи                  | Джоди Уиттакер | Номинация | [ 65 ] |
| 2022 | Saturn Awards               | Лучший телесериал в жанре фэнтези: Кабельное телевидение | «Доктор Кто»   | Номинация | [ 66 ] |
| 2022 | TV Quick Awards             | Лучшая семейная драма                                    | «Доктор Кто»   | Номинация | [ 67 ] |

## Музыка и саундтрек
Музыку для сезона написал Сегун Акинола. Саундтрек, включающий 30 композиций, был выпущен лейблом Silva Screen Records 30 сентября 2022 года на цифровых музыкальных площадках и 11 ноября 2022 года — на CD-дисках. Релиз на физических носителях включает бонусный диск с 12 композициями для новогоднего спецвыпуска «Революция далеков», которые стали доступны в цифровом виде ещё 2 января 2021 года.